# دم‌بزرگ‌های خارپشتی
دم‌بزرگ‌های خارپشتی (نام علمی: Echinomacrurus) نام یک سرده از تیره دم‌شلاقی است.